# Antoine Saint-Hillier
Antoine Saint-Hillier, né le 2 juillet 1737 à Metz (Moselle), mort le 25 juillet 1803 à Toul (Meurthe-et-Moselle), est un général de la Révolution française.

## Biographie
Le jeune Saint-Hillier s’engage en 1757 dans les armées du Roi. Il fait une belle carrière militaire avant les guerres révolutionnaires, gravissant peu à peu les échelons de la hiérarchie militaires. D’abord officier subalterne, il devient lieutenant-colonel le 1er avril 1791, puis colonel dans l’arme du génie, commandant la place de Thionville le 18 octobre 1791.
Le 10 octobre 1792, il est promu maréchal de camp dans le génie. Il sert alors dans les armées de la Révolution. Le 15 mai 1793, il est élevé au grade de général de division dans son arme. 
Suspendu du 30 juillet 1793 au 22 août 1794, il est réintégré comme chef de brigade le 16 octobre. En décembre 1794, il est chef du génie de l'armée devant Mayence, et le 23 juillet 1795, il est replacé dans son grade de général de brigade. 
Le 18 août 1795, il est nommé inspecteur général du génie, et il est admis à la retraite le 21 mai 1801.
Il meurt le 25 juillet 1803 à Toul, en Meurthe-et-Moselle.